# Paraíba Fashion Week
O Paraíba Fashion Week (PBFW) é um evento realizado pelo Sistema Correio de Comunicação — que publica o Jornal Correio da Paraíba e detém concessão da Rede Record no Estado. Vários artistas já marcaram presença como Grazielli Massafera, Cláudio Heinrich e Mateus Rocha.